# Fausto Lio
Fausto Lio (... – 1º aprile 1995) è stato un politico italiano.
Storico esponente della Democrazia Cristiana cosentina, fu a lungo consigliere comunale e sindaco di Cosenza dal 1970 al 1975. Fu per molti anni dirigente, direttore generale e capo dell'ufficio di ragioneria dell'Ente di sviluppo regionale (ESAC), o "Opera Sila".